# Karadigodu, Virajpet
Karadigodu là một làng thuộc tehsil Virajpet, huyện Kodagu, bang Karnataka, Ấn Độ.